# Кузнецов, Павел Александрович
Павел Александрович Кузнецов (16 октября 1939 — 21 июня 2010, Москва) — советский военачальник, начальник штаба — первый заместитель командующего 4-й отдельной армией ПВО, начальник штаба — первый заместитель командующего войсками ордена Ленина Московского округа ПВО (1988—1994), генерал-лейтенант.

## Биография
Родился 26 октября 1939 года.
В 1962 году окончил Ярославское военно-техническое училище войск ПВО страны (ныне — Ярославское высшее военное училище противовоздушной обороны) в городе Ярославль. Служил на инженерных должностях в Войсках ПВО страны. В дальнейшем окончил инженерный факультет Военной инженерной радиотехнической академии (ВИРТА) ПВО имени Л. А. Говорова в городе Харьков Украинской ССР.
По окончании ВИРТА служил заместителем командира воинской части по вооружению, а затем командиром зенитного ракетного полка 1-й армии ПВО особого назначения (1А ПВО ОсН) ордена Ленина Московского округа ПВО (МО ПВО). В дальнейшем занимал должности старшего офицера оперативного отдела, а затем начальника оперативного отдела штаба 1А ПВО ОсН МО ПВО (штаб армии — в городе Балашиха Московской области). Окончил Военную академию Генерального штаба Вооружённых Сил (ВАГШ) СССР имени К. Е. Ворошилова (ныне — Военная академия Генерального штаба Вооружённых сил Российской Федерации).
По окончании ВАГШ служил в Главном штабе войск ПВО, затем занимал должность начальника штаба — первого заместителя командующего 4-й отдельной армией ПВО (штаб армии — в городе Свердловск, ныне Екатеринбург).
В мае 1988 — декабре 1994 года — начальник штаба — первый заместитель командующего войсками ордена Ленина Московского округа ПВО.
С декабря 1994 года генерал-лейтенант П. А. Кузнецов — в запасе (по достижении предельного возраста).
Жил в Москве. Умер 21 июня 2010 года. Похоронен в Москве на Троекуровском кладбище.

## Воинские звания
- генерал-майор (18.02.1985);
- генерал-лейтенант (15.02.1989).

## Награды
- орден «За службу Родине в Вооружённых Силах СССР» 2-й степени;
- орден «За службу Родине в Вооружённых Силах СССР» 3-й степени;
- медали СССР и Российской Федерации.